# Brachymenium notarisii
Brachymenium notarisii är en bladmossart som beskrevs av Arthur Jonathan Shaw 1987. Brachymenium notarisii ingår i släktet Brachymenium och familjen Bryaceae. Inga underarter finns listade i Catalogue of Life.